# Эрнст Хаппель (стадион)
«Эрнст Ха́ппель» (нем. Ernst-Happel-Stadion произношениео файле; до 1992 назывался «Пратер» Praterstadion или Wienerstadion) — футбольный стадион в городе Вене, Австрия. Строительство было окончено 11 июля 1931 года. Самый большой стадион в Австрии. Нынешнее название дано в честь выдающегося австрийского футболиста и тренера Эрнста Хаппеля.
«Эрнст Хаппель» является домашней ареной сборной Австрии по футболу. На клубном уровне этот стадион принимает только матчи кубка страны и международные матчи, в частности поединки двух австрийских грандов — «Аустрии» и «Рапида», так как их домашние арены слишком малы для приёма матчей Лиги Европы и Лиги чемпионов.
К чемпионату Европы 2008 года муниципалитет Вены  инвестировал в реконструкцию «Эрнст Хаппель» 36,9 млн евро. 29 июня 2008 года на стадионе «Эрнст Хаппель» состоялся финал чемпионата Европы 2008.